# Fuerza aérea sociedad anónima
Fuerza aérea sociedad anónima es un documental argentino de 2006 dirigido por Enrique Piñeyro, que plantea críticas a integrantes de la Fuerza Aérea Argentina y su repercusión en la aviación civil de Argentina. Fue estrenada el 31 de agosto de 2006.

## Resumen
Enrique Piñeyro utiliza fragmentos de noticieros, recursos audiovisuales, informes y documentos para exponer lo que considera casos de corrupción y negligencia por parte de funcionarios del Comando Regiones Aéreas de la Fuerza Aérea Argentina que no han sido resueltos, o en los cuales no ha mediado condena. Entre los casos vistos, van incidentes con aeronaves de explotadores extranjeros (Air France 417), los accidentes de LAPA, de Fray Bentos y el del Aeródromo El Pampero. Entre los recursos audiovisuales destaca una visita a Controladores de Tránsito Aéreo en la torre del Aeropuerto de Ezeiza, que muestra al público el estado de la infraestructura de Gestión de Tránsito Aéreo en el país.

## Reparto
- Enrique Piñeyro ... Él mismo